# Балабан, Майер
Ма́йер Балаба́н (пол. Majer Bałaban — Ма́йер Балаба́н, во всех прижизненных авторских изданиях на русском языке Майер Балабан, в прижизненных авторских изданиях на идише и иврите מאיר באלאבאן‎, в прижизненной Еврейской энциклопедии Брокгазуа и Ефрона (статья об историке за авторством его самого) — Мейер Балабан; 20 февраля 1877, Лемберг, Австро-Венгрия — 26 декабря 1942, Варшава, Генерал-губернаторство) — польский историк, специалист по истории евреев в Польше и Галиции, основатель польской еврейской историографии. Во время Второй мировой войны для спасения жизни караимов высказал мнение об их нееврейском происхождении. Писал главным образом на польском языке, отдельные работы также на русском языке, идише и иврите.

## История
Майер Балабан родился 20 февраля 1877 года в Лемберге (ныне Львов, Украина). Получил традиционное еврейское образование в хедере, потом под руководством Шимона Ашкенази изучал право, философию и историю во Львовском университете. В 1904 году получил научную степень доктора наук.
В 1912 году издал в Кракове первый том исторического сочинения о польских евреях «Historja Żydów w Krakowie i na Kazimierzu: 1304—1868». Этот труд привлёк внимание историков Львовского университета, после чего он получил стипендию для работы над вторым томом и отправился в длительную научную экспедицию для изучения жизни евреев. Во время этой экспедиции он побывал в Познани, Берлине и Гданьске. Одновременно в это же время он начал издавать на русском языке журнала «Еврейская старина». В 1903 году в польском историческом журнале «Kwartalnik historyczny» привёл обзор библиографии польских евреев.
В первые годы Первой мировой войны Майер Балабан занимался преподавательской деятельностью среди галицийских беженцев, потом служил военным капелланом в австрийской армии. После войны поселился в Варшаве, где вместе с Самуэлем Познанским создал духовную школу для раввинов Тахкемони и стал её первым ректором. На посту ректора этой школы пробыл до 1930 года, когда из-за конфликта с Мойшей Соловейчиком он был вынужден оставить свою работу. Вместе с Осией Тхоном и Мойше Шором Балабан занимался созданием Института иудейских исследований в Варшаве, в котором преподавал с 1928 года. Он также преподавал в Свободном польском университете. С 1936 года Майер Балабан был профессором в Варшавском университете и работал в Министерстве духовных дел и народного просвещения.
После начала Второй Мировой войны Майер Балабан был переселён в Варшавское гетто, где возглавлял архивный отдел юденрата. C 1941 года стал главным раввином в синагоге имени супругов Ножиков на улице Твардой.
Майер Балабан умер 26 декабря 1942 года после вывоза большинства населения Варшавского гетто в Треблинку (по одной из версий, совершил самоубийство). Был похоронен на варшавском еврейском кладбище (квартал 9, ряд 10).

## Научная деятельность
Майер Балабан считается основателем историографии польских евреев. Самыми важными его научными сочинениями считаются «Żydzi lwowscy na przełomie XVI i XVII wieku», «Dzielnica żydowska we Lwowie» (2 тома) и «Die Judenstadt von Lublin».
Опубликовал в польской исторической периодике множество статей, посвящённых исследованиям деятельности раввинов, еврейских учёных, польских караимов.

### Основные сочинения
- Przegląd literatury historii Żydów w Polsce.
- Izak Nachmanowicz żyd lwowski XVI wieku. Studyum historyczne.
- Żydzi lwowscy na przełomie XVI i XVII wieku. (II wydanie w 1909);
- Dzielnica żydowska we Lwowie. (фрагмент)
- Sprawy i rzeczy ukraińskie. Materyały do dziejów kozaczyzny i hajdamaczyzny.
- Dzieje Żydów w Galicyji i w Rzeczypospolitej Krakowskiej 1772—1868.
- Die Judenstadt von Lublin.
- Z historii Żydów w Polsce. Szkice i studja.
- Rabin dr. Samuel Abraham Poznański (1864—1921). Szkic biograficzny.
- Historia i literatura żydowska, ze szczególnym uwzględnieniem historii Żydów w Polsce.
- Bóżnice obronne na wschodnich kresach Rzeczypospolitej.
- Studja historyczne.
- Kiedy i skąd przybyli Żydzi do Polski.
- Zabytki historyczne Żydów w Polsce.
- Żydzi w Polsce.
- Historia Żydów w Krakowie i na Kazimierzu 1304—1655. T.1, T.2 (II wydanie w 1936)
- Z zagadnień ustrojowych żydostwa polskiego.
- Żydzi w powstaniu 1863 r.

## Память
- Именем Меира Балабана названа улица в городе Холон, Израиль;
- Именем Майера Балабана названа улица во Львове.[3]